# 李晓东 (1954年)
李晓东（1954年10月—），陕西岐山人，中华人民共和国政治人物。陕西师范大学地理系毕业，理学硕士学位，教授。1988年5月加入中国共产党。曾任中共铜川市委副书记、市长，陕西省发展和改革委员会主任。现任陕西省人大常委会副主任。

## 生平
李晓东早年曾是岐山县蔡家坡车站学校的一名学校教师。1978年10月，考入陕西师范大学地理系学习；1982年，攻读区域地理学专业，后获得理学硕士学位。1985年7月，被分配到陕西省计划委员会工作；开启仕途之路。
在省计委工作的十多年里，李晓东从普通公务员做起；历任国土规划处主任科员，副处长、处长，1998年11月，升任省计委副主任。2001年3月，出任中共铜川市委副书记、市长。2003年1月，再次回到省政府，出任发展计划委员会主任；2004年6月，任改组后的省发展和改革委员会主任。2008年1月，当选陕西省第十一届人大常委会副主任；2013年连任。